# 32e Schaakolympiade

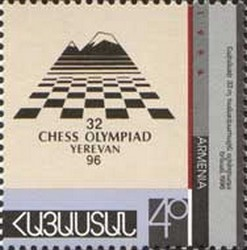
Postzegel

De 32e Schaakolympiade was een schaaktoernooi voor landenteams, georganiseerd door de FIDE, en bestaande uit een open en een vrouwentoernooi. Het vond plaats tussen 15 september en 2 oktober 1996 in Jerevan, Armenië. 
Het Russische team won zijn derde opeenvolgende titel. Opnieuw was Anatoli Karpov wegens een geschil met de internationale schaakfederatie, FIDE, niet aanwezig. Oekraïne, dat door Vasyl Ivantsjoek werd geleid, won zilver, en de Verenigde Staten behaalden voor het eerst sinds de val van het IJzeren gordijn weer een medaille.
In de open divisie werd gestreden door 114 teams, afkomstig uit 111 landen. Mali werd hoog ingeschat maar maakte de verwachtingen niet waar. Elke speler kreeg twee uur speeltijd om veertig zetten te doen, en vervolgens een extra uur voor de volgende twintig zetten.

## Open divisie
| Nr. | Land                  | Spelers                                                             | Gemiddelde rating | Punten | Buchholz |
| --- | --------------------- | ------------------------------------------------------------------- | ----------------- | ------ | -------- |
| 1   | Rusland               | Kasparov, Kramnik, Drejev, Svidler, Bareev, Rublevsky               | 2714              | 38½    |          |
| 2   | Oekraïne              | Ivanchuk, Malaniuk, Romanyshyn, Novikov, Onyschuk, Savchenko        | 2633              | 35     |          |
| 3   | Verenigde Staten      | Gulko, Yermolinsky, De Firmian, Kaidanov, Benjamin, Christiansen    | 2595              | 34     | 448.0    |
| 4   | Engeland              | Short, Adams, Speelman, Sadler, Hodgson, Conquest                   | 2655              | 34     | 447.5    |
| 5   | Armenië               | Akopian, Vaganian, Lputian, Minasian, Anastasian, Petrosian         | 2593              | 33½    | 452.0    |
| 6   | Spanje                | Shirov, Illescas, Magem, Garcia, San Segundo, Izeta                 | 2605              | 33½    | 451.5    |
| 7   | Bosnië en Herzegovina | Sokolov, Nikolić, Kurajica, Dizdarević, Kelecević, Sinanović        | 2584              | 33½    | 439.5    |
| 8   | Georgië               | Azmaiparasjvili, Giorgadze, Sturua, Zaichik, Janjgava, Supatashvili | 2590              | 33     | 446.0    |
| 9   | Bulgarije             | Topalov, K. Georgiev, Spasov, Dimitrov, V. Georgiev, Chatalbashev   | 2619              | 33     | 443.0    |
| 10  | Duitsland             | Joesoepov, Hübner, Dautov, Lobron, Hickl, Lutz                      | 2619              | 33     | 440.0    |

Individuele medailles
Prestatierating:  Garri Kasparov
Bord 1:  Mohamad Al-Modiahki 8 pt. uit 10 = 80.0%
Bord 2:  Richard Robinson 8 pt. uit 10 = 80.0%
Bord 3:  Saidali Iuldachev 11 pt. uit 14 = 78.6%
Bord 4:  Matthew Sadler 10.5 pt. uit 13 = 80.8%
1st reserve:  ("B") Karen Asrian 10 pt. uit 12 = 83.3%
2de reserve:  Geoffrey Makumbi 7.5 pt. uit 8 = 93.8%
Beste partij

De "Beste partij" prijs ging naar de partij Zurab Sturua (Georgië) - Rolando Kutirov (Macedonia) uit ronde 3.

## Resultaten vrouwentoernooi
Aan het vrouwentoernooi werd deelgenomen door 74 teams, uit 72 landen plus het Armeense B-team en de Internationale Vereniging van het Brailleschaken, IBCA. De tijdcontrole voor elke partij was 2 uur per speelster voor de eerste 40 zetten, vervolgens een extra 1 uur voor de volgende 20 zetten. Bij gelijke stand tussen teams werd de ranking bepaald door 1. het Buchholz-systeem en 2. matchpunten.
Het Georgische team, dat door één vroegere wereldkampioen (Tsjiboerdanidze) werd geleid, won hun derde opeenvolgende titel. China, dat door een andere vroegere wereldkampioen werd geleid (Xie Jun), nam het zilver, en Rusland het brons. Omdat de onlangs bekroonde kampioene Susan Polgar niet voor haar nieuwe land aan het toernooi deelnam, eindigde het team van de V.S. vrij laag, als vijfendertigste.
| Nr. | Land       | Spelers                                              | Gemiddelde rating | Punten | Buchholz |
| --- | ---------- | ---------------------------------------------------- | ----------------- | ------ | -------- |
| 1   | Georgië    | Tsjiboerdanidze, Ioseliani, Arakhamia-Grant, Gurieli | 2498              | 30     |          |
| 2   | China      | Xie Jun, Zhu Chen, Wang Lei, Wang Pin                | 2425              | 28½    | 347.0    |
| 3   | Rusland    | Galljamova, Matvejeva, Proednikova, Zaitseva         | 2443              | 28½    | 345.5    |
| 4   | Oekraïne   | Gaponenko, Litinskaya, Elena Sedina, Zjoekova        | 2343              | 26½    |          |
| 5   | Hongarije  | Sofia Polgár, Mádl, Medvegy, Lakos                   | 2387              | 26     |          |
| 6   | Roemenië   | Foişor, Peptan, Radu-Cosman, Olǎraşu                 | 2355              | 25½    |          |
| 7   | Israël     | Klinova, Anna Gershnik, Tsifanskaya, Pitam           | 2310              | 25     |          |
| 8   | Kazachstan | Sakhatova, Uskova, Girkiyan-Klink, Sergeeva          | 2305              | 24½    | 340.5    |
| 9   | Polen      | Brustman, Soćko, Dworakowska, Zielińska              | 2330              | 24½    | 339.5    |
| 10  | Engeland   | Lalic, Harriet Hunt, Ruth Sheldon, Bellin            | 2303              | 24     | 346.0    |

Individuele medailles
Prestatierating:  Zhu Chen 2561
Bord 1:  Mähri Ovezova 10½ pt. uit 14 = 75.0%
Bord 2:  Zhu Chen 10 pt. uit 13 = 76.9%
Bord 3:  Ketevan Arakhamia-Grant 8 pt. uit 10 = 80.0%
Reserve:  Marta Zielińska 6 pt. uit 7 = 85.7%